# 마라노강
마라노강(Marano)은 산마리노와 이탈리아 에밀리아로마냐주를 흐르는 강이다.